# Lista de prêmios e indicações recebidos por NCT

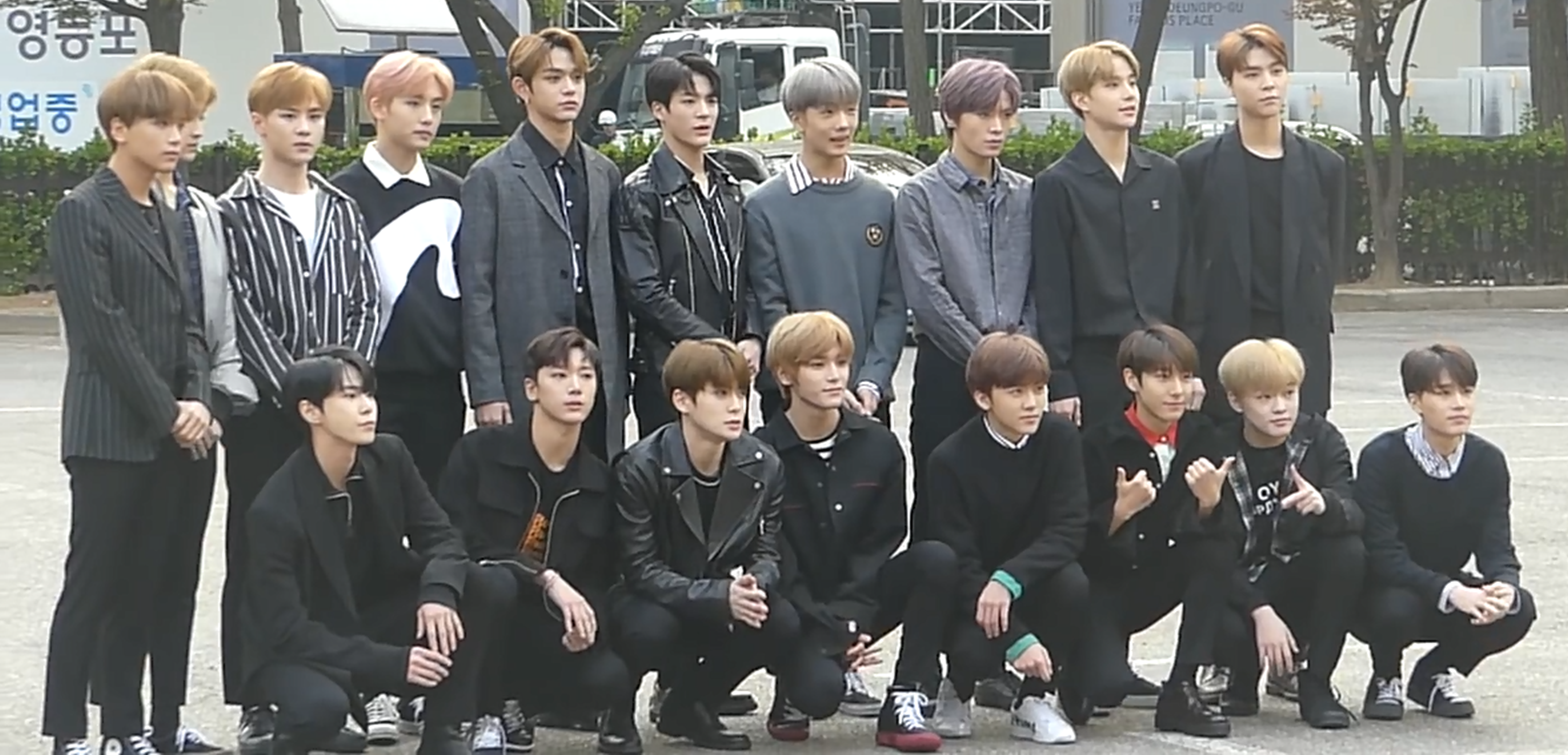
NCT 127 em um ensaio fotográfico para "Design United", em setembro de 2016.

Esta é uma lista de prêmios e indicações recebidos pelo grupo masculino multinacional NCT, formado pela S.M. Entertainment em 2016.

## Prêmios e indicações

### Asia Artist Awards
| Ano  | Categoria                              | Recipiente | Resultado |
| ---- | -------------------------------------- | ---------- | --- |
| 2016 | Most Popular Artists (Singer) - Top 50 | NCT        | style="background: #DDFBFF; color: black; vertical-align: middle; text-align: center; " class="included table-included"\|34th |
| 2016 | Best Rookie Award                      | NCT 127    | Venceu |

### Asia Model Awards
| Ano  | Categoria      | Recipiente | Resultado |
| ---- | -------------- | ---------- | --------- |
| 2016 | New Star Award | NCT U      | Venceu    |

### Gaon Chart K-Pop Awards
| Ano  | Categoria          | Recipiente | Resultado |
| ---- | ------------------ | ---------- | --------- |
| 2017 | Rookie of the Year | NCT 127    | Venceu    |

### Golden Disk Awards
| Ano  | Categoria              | Recipiente | Resultado |
| ---- | ---------------------- | ---------- | --------- |
| 2016 | New Artist of the Year | NCT 127    | Venceu    |
| 2016 | Disk Daesang           | NCT #127   | Indicado  |

### Melon Music Awards
| Ano  | Categoria       | Recipiente | Resultado |
| ---- | --------------- | ---------- | --------- |
| 2016 | Best New Artist | NCT 127    | Indicado  |

### Mnet Asian Music Awards
| Ano  | Categoria                    | Recipiente | Resultado |
| ---- | ---------------------------- | ---------- | --------- |
| 2016 | Artist of the Year           | NCT 127    | Indicado  |
| 2016 | Best New Artist (Male Group) | NCT 127    | Venceu    |

### Seoul Music Awards
| Ano  | Categoria              | Recipiente | Resultado |
| ---- | ---------------------- | ---------- | --------- |
| 2016 | New Artist of the Year | NCT 127    | Venceu    |

### Simply K-pop Awards
| Ano  | Categoria                    | Recipiente | Resultado |
| ---- | ---------------------------- | ---------- | --------- |
| 2016 | Best Rising Star (Boy Group) | NCT U      | Venceu    |